# Tinagma leucanthes
Tinagma leucanthes är en fjärilsart som beskrevs av Edward Meyrick 1897. Tinagma leucanthes ingår i släktet Tinagma och familjen skäckmalar. Inga underarter finns listade i Catalogue of Life.